# Rasmus Stuhr Jakobsen
Rasmus Stuhr Jakobsen, født i 1974, er direktør for nødhjælpsorganisationen CARE Danmark.
Jakobsen er vokset op i Værløse, har læst internationale udviklingsstudier og arbejdet for FN's World Food Programme i Rom, Dansk Røde Kors i Østafrika og Dansk Flygtningehjælp (Danish Refugee Council).
Rasmus Stuhr Jakobsen er gift med psykolog Mette Bratlann. Parret har fire børn.